# Warsaw (Indiana)
Warsaw ist eine City in Kosciusko County im US-Bundesstaat Indiana und Sitz der County-Verwaltung. Der Name leitet sich von der polnischen Stadt Warschau ab. Das U.S. Census Bureau hat bei der Volkszählung 2020 eine Einwohnerzahl von 15.804 ermittelt. 

## Geschichte
Am 21. Oktober 1836 erschloss W. H. Knott das erste Gelände auf dem Gebiet des heutigen Warsaw. Das erste Wohnhaus wurde durch Matthew D. Springer am Rande des damaligen Sumpfes errichtet. Es wurde nebenher auch als Kneipe genutzt. Der erste produzierende Betrieb, eine Schmiede, und ein Vertrieb von Stühlen von einem John Giselman wurden ebenfalls 1836 in der heutigen Ortschaft angesiedelt. Am 11. Februar 1837 kam es zur Gründung der Poststation unter Jacob Baker und 1840 zur Errichtung des ersten Schulgebäudes, das bis 1872 als „Union Scholl“ genutzt wurde. Im August 1845 erschien mit dem in Monoquet gedrucktem „Kosciusko Republican“ die erste Zeitung des County, der der von T. L. Graves herausgegebene „Warsaw Democrat“ 1848 folgte. 1848 wurde auch der erste Friedhof des Ortes eröffnet. Gesichert ist, dass Warsaw 1850 mit 304 Einwohnern und 64 Wohnhäusern die größte Ortschaft im County war. Als der Ort am 25. März 1854 als Stadt anerkannt wurde, hatte er 752 Einwohner. 1854 wurde dann eine Eisenbahnstation der „Pennsylvania Railroad“ in Warsaw errichtet. Erst 1858 wurde allerdings das erste Steingebäude Warsaws erbaut. 1934 überfiel John Dillinger mit seiner Bande die Polizeistation in Warsaw.

## Wirtschaft
Ab 1885 begann Revra DePuy sich mit der Orthopädietechnik zu beschäftigen. 1895 gründete er „DePuy Manufacturing“. Der 1905 von ihm eingestellte Justin O. Zimmer (1884–1951) machte sich 1927 dann mit einer eigenen orthopädietechnischen Gesellschaft selbstständig. Neben diesen beiden die orthopädietechnische Industrie Warsaws begründenden Unternehmen siedelten sich weitere derartige Unternehmen in dem Ort an. Hierdurch wurde Warsaw zu einem der Zentren der Orthopädietechnik. Fast jeder Dritte der 12.415 Einwohner (Zensus von 2000) arbeitet bei einer der großen Medizintechnikfirmen Zimmer, DePuy oder Biomet.

## Verkehrsanbindung
Warsaw verfügt mit dem Warsaw Municipal Airport über einen kleinen Flughafen.

## Söhne und Töchter der Stadt
- Karl E. Weick (* 1936), Wirtschaftswissenschaftler und Organisationsforscher
- Jill Long Thompson (* 1952), Politikerin
- Patrick Davis (* 1986), Eishockeyspieler